# Mina de sal

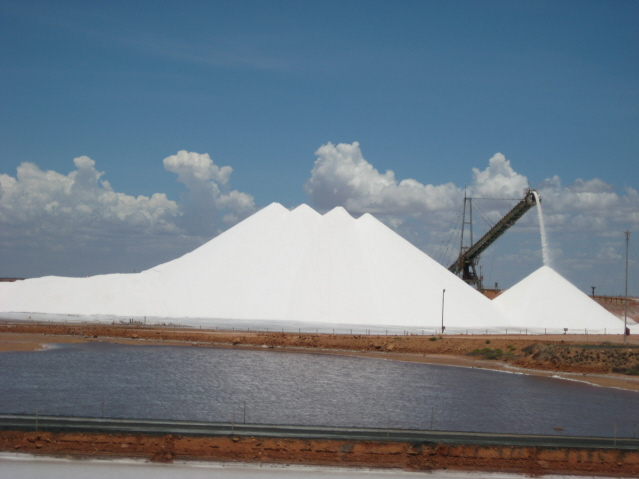
Mina de sal en Onslow, Australia.

Una mina de sal es una operación minera involucrada en la extracción de roca de sal o halita de los depósitos evaporíticos. Las minas de sal son rocas cuya masa está constituida en un  95% por sal.
La mina de sal más antigua del mundo se encuentra en Bochnia, Polonia, construida alrededor de 1248. La segunda en antigüedad son las minas de sal de Wieliczka a sólo 20 kilómetros de las anteriores y que fueron declaradas Patrimonio de la Humanidad.

## Las minas más grandes
- Alemania: Rheinberg (Distrito de Wesel);
- Austria: Hallstatt y Salzkammergut;
- Bulgaria: Provadia;
- Canadá: Goderich (Ontario)
- Estados Unidos: Detroit, Avery Island, en Luisiana y Saltville (Virginia);
- Inglaterra: Cheshire y Worcestershire;
- Irlanda: Carrickfergus;
- Italia: Petralia Soprana, Racalmuto y Realmonte;
- Pakistán: Khewra y Warcha;
- Polonia: Bochnia y Wieliczka;
- Rumania: Cacica, Ocna Sibiului, Ocnele Mari, , Praid, Salina Turda, Slănic y Târgu Ocna.